# Onthophagus tesseratus
Onthophagus tesseratus là một loài bọ cánh cứng trong họ Bọ hung (Scarabaeidae).